# Tủ lạnh
Tủ lạnh là một thiết bị làm mát. Thiết bị gia dụng này bao gồm một ngăn cách nhiệt và một máy bơm hóa chất phương tiện cơ khí phương tiện để truyền nhiệt từ nó ra môi trường bên ngoài, làm mát bên trong đến một nhiệt độ thấp hơn môi trường xung quanh. Đông lạnh là một kĩ thuật bảo quản thực phẩm phổ biến, bằng cách đó làm giảm tỉ lệ sinh sản của vi khuẩn. Do đó thiết bị này được sử dụng để giảm tỉ lệ hư hỏng của thực phẩm. Tủ lạnh duy trì một nhiệt độ một vài độ trên điểm đóng băng của nước. Nhiệt độ tối ưu cho việc lưu trữ thực phẩm dễ hư hỏng là từ 3-5 °C (37-41 °F). Tủ lạnh là một phát minh tương đối hiện đại trong số các dụng cụ nhà bếp. Nó thay thế cho hộp đựng nước đá, vốn đã được sử dụng làm một thiết bị gia dụng phổ biến cho gần một thế kỉ rưỡi trước đó.

## Tủ đá
Tủ đá được sử dụng trong các hộ gia đình, trong công nghiệp và thương mại. Thức ăn được bảo quản ở nhiệt độ thấp hơn 0oF (-18oC) rất tốt. Hầu hết các máy ướp lạnh trong gia đình duy trì ở nhiệt độ từ -10 đến 0oF (-23 đến -18oC) mặc dù một số máy ướp lạnh có thể làm lạnh tới -30oF (-34oC) và thấp hơn. Tủ lạnh thường không thể làm lạnh tới thấp hơn -10oF (-23oC), bởi vì đường ống chất làm lạnh phải làm lạnh cho cả hai khoang: Giảm nhiệt độ ở khoang dưới quá nhiều sẽ dẫn đến khó duy trì nhiệt độ khoang trên của tủ lạnh. Máy ướp lạnh cho gia đình có thể được coi như một khoang riêng trong một tủ lạnh hoặc có thể làm một thiết bị riêng. Máy ướp lạnh cho gia đình thường là những thiết bị có dáng thẳng đứng giống như tủ lạnh hoặc tủ quần áo. Nhiều máy ướp lạnh thẳng đứng có một máy bào đá nằm ở cửa.

## Kiểu dáng

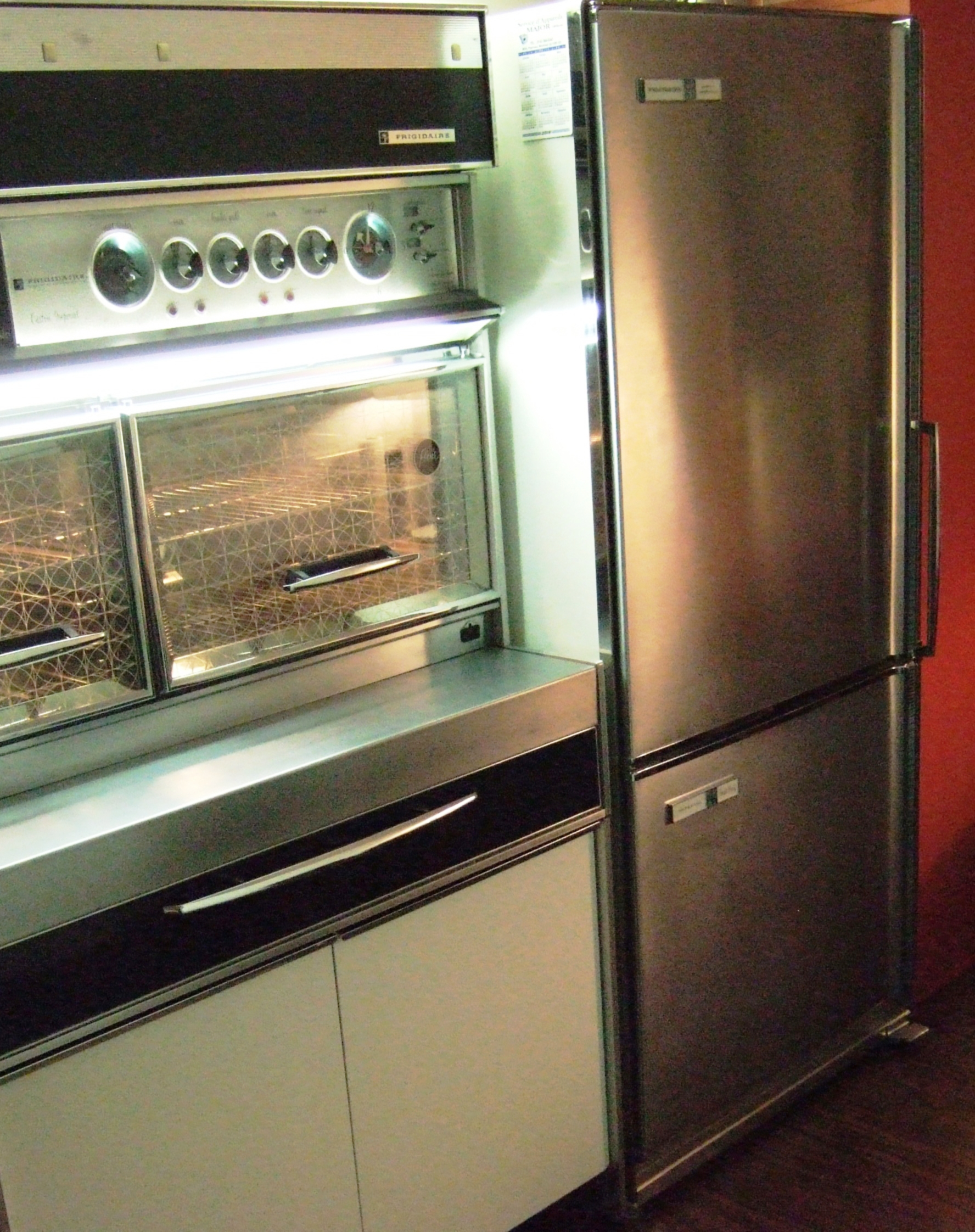
Tủ lạnh Frigidaire Imperial "Frost Proof" mẫu FPI-16BC-63 với tủ đá bên dưới, tủ lạnh bên trên, do hãng General Motors sản xuất năm 1963 tại Canada

Ở Hoa Kỳ, hình dạng tủ lạnh đã chuẩn hóa từ thập niên 1940 với tủ đá lúc đầu nằm ở khoang bên trong tủ lạnh. Từ thập niên 1960 trở đi thì tủ đá tách hẳn nằm bên trên tủ lạnh. Đây là kiểu "cổ điển". 
Ngoài ra có những kiểu mới hơn như:
- Tủ đá và tủ lạnh song song, có khi gọi là "kiểu Hoa Kỳ". Dạng này do hãng Amana sản xuất lần đầu năm 1949 nhưng mãi đến cuối thập niên 1960 mới thịnh hành. Tủ đá đặt bên trái, tủ lạnh bên phải.
- Tủ lạnh nằm trên tủ đá, có mặt từ thập niên 1950.
- Kiểu 2 cửa cánh bướm cho tủ lạnh lẫn tủ đá, xuất hiện từ cuối thập niên 1990.
- Kiểu 4 cửa cánh bướm, có từ cuối thập niên 2000.
- Kiểu tủ đá ngăn kéo.
- Kiểu 4 cửa cánh bướm: 2 cửa cho tủ lạnh, 1 cửa cho tủ đá với một khoang tùy dụng, có thể chọn làm tủ đá hay tủ lạnh.

Vào thập niên 1950 thì tủ lạnh thường là màu trắng, sau thêm những màu nhẹ như màu hồng, màu lam. Thập niên 1960 thì khách hàng ưa màu thẫm như màu vàng đậm (gọi là "Harvest Gold"]], xanh ô liu (mang tên "Avocado Green", dịch sát nghĩa là xanh trái bơ và màu nâu hạnh nhân. Thập niên 1980 thì thị khiếu lại thích tủ lạnh màu đen. Sau thập niên 1990 thì màu bạc stainless steel (thép không gỉ)rất thịnh hành. Có hãng làm tủ lạnh nhiều màu.
Tủ lạnh gia dụng cân nặng từ 200 pound (91 kg) đến 450 pound (200 kg) nhưng có kiểu nặng đến 875 pound (397 kg).

## Ảnh

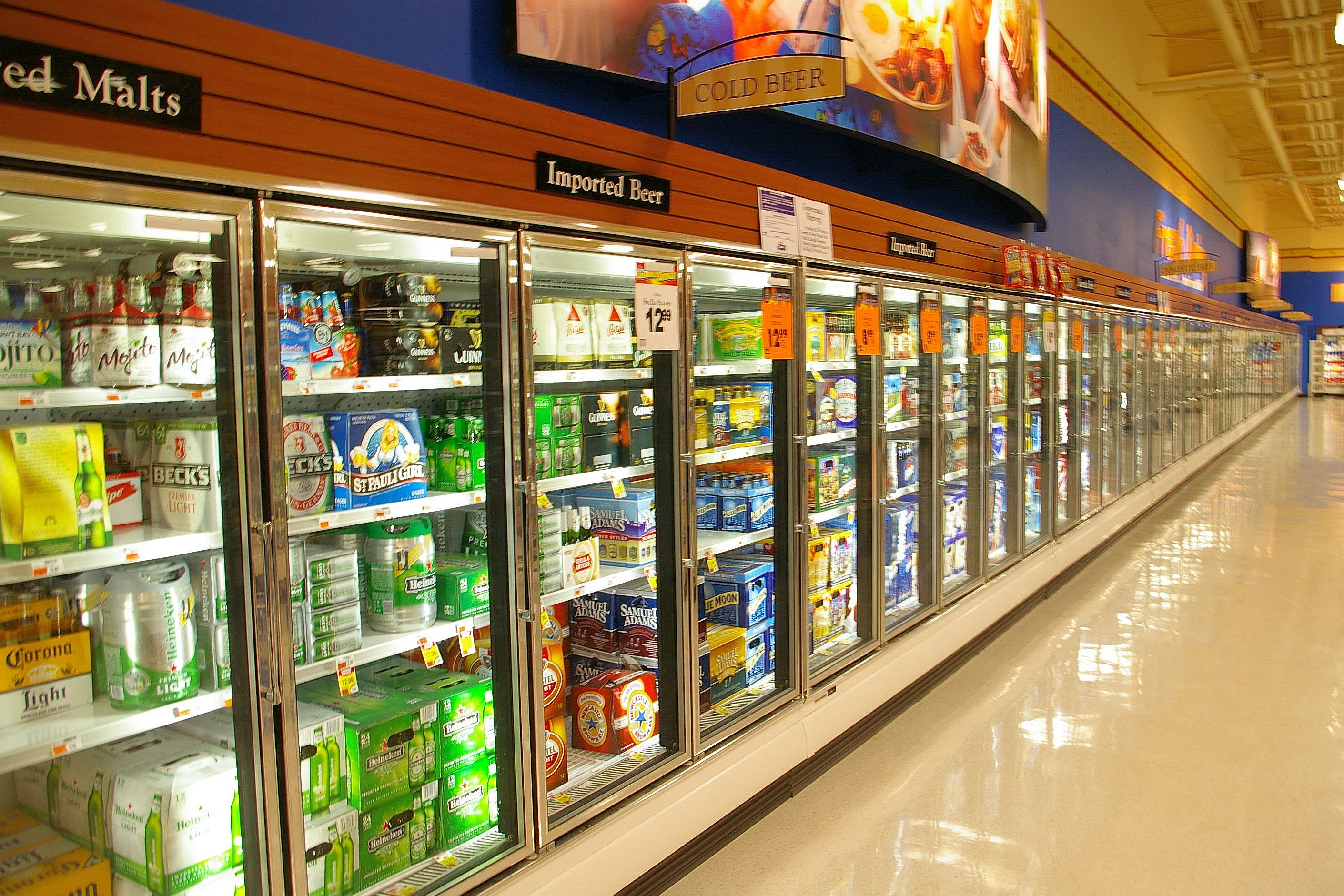
Tủ lạnh trong siêu thị
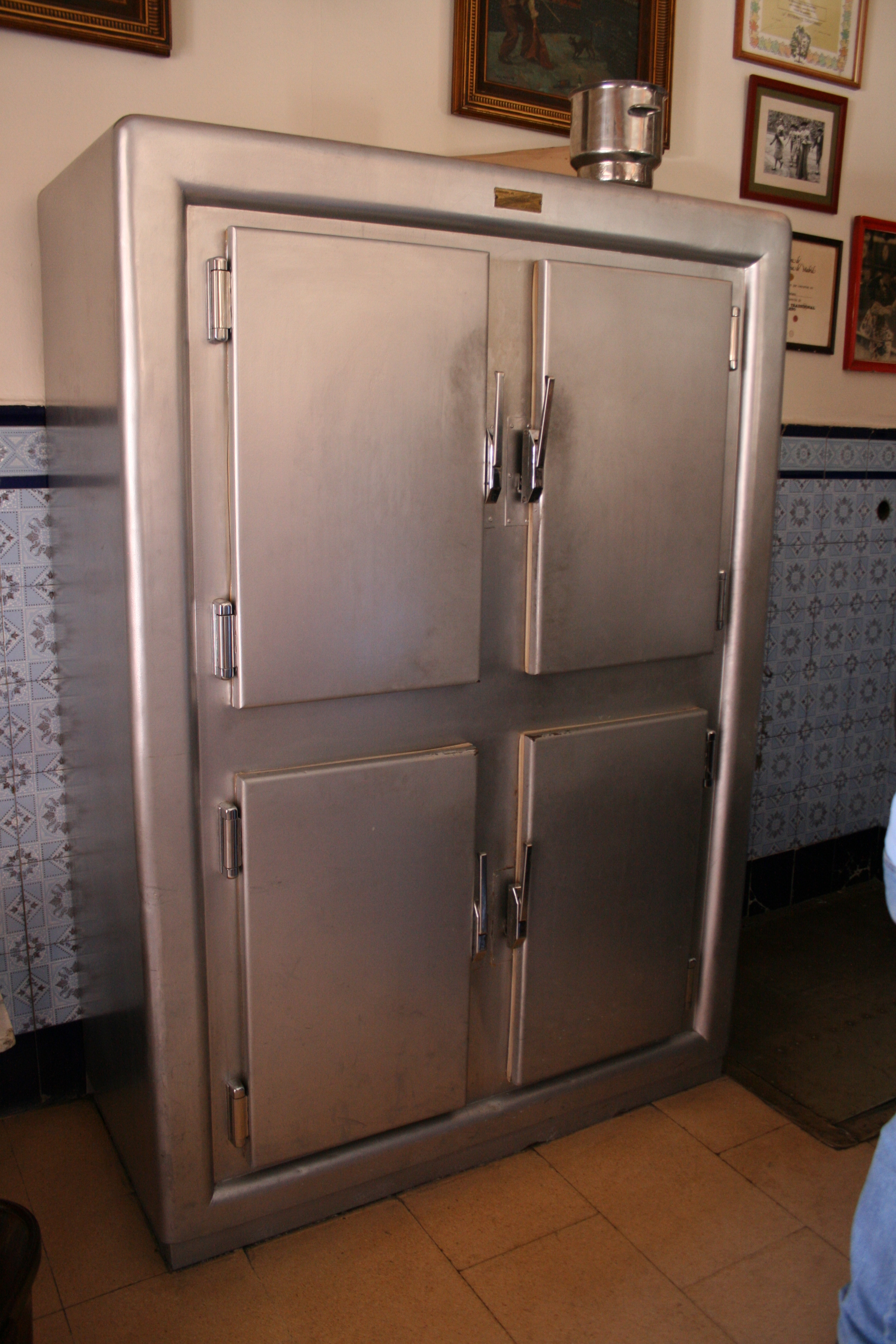
Tủ lạnh công nghiệp
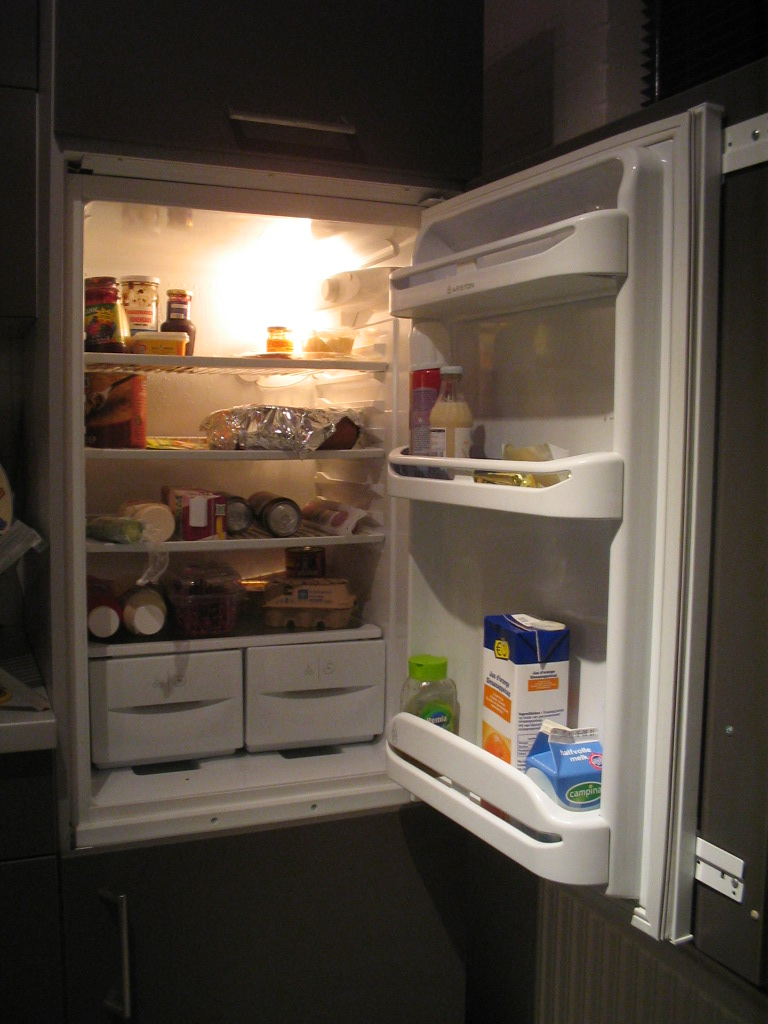
Tủ lạnh gia dụng